# Sowietskij (obwód leningradzki)
Sowietskij – osiedle typu miejskiego w Rosji, w obwodzie leningradzkim. W 2010 roku liczyło 7131 mieszkańców.